# Хаэн
Хаэ́н (исп. Jaén) — город в Испании, административный центр одноимённой провинции Хаэн, в составе автономного сообщества Андалусия. Муниципалитет находится в составе района (комарки) Большой Хаэн. Занимает площадь 424,30 км². Население — 116 790 человек (на 2010 год).
Покровителями города считаются святой Эуфрасио и святая дева де ла Капилья.

## Известные уроженцы
- Ибн Малик (1206—1274) — один из величайших арабских филологов своего времени, автор дидактической поэмы о грамматике Альфия (Тысячестишие)

## Фотографии
- Музей
- Кафедральный собор
- Вид на улицу
- Стадион